# Lázně Slatinice

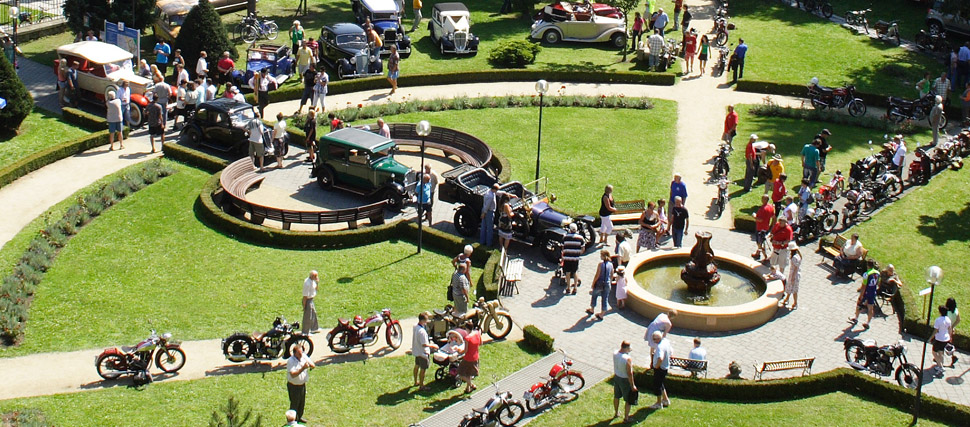
Pohled na lázeňský areál

Lázně Slatinice jsou léčebné lázně v obci Slatinice v okrese Olomouc. Lázně leží na úpatí Velkého Kosíře. Lázně Slatinice využívají jako přírodní léčivý zdroj sirné prameny v kombinaci s odbornou lékařskou péčí a rehabilitací.

## Indikace
Slatinický přírodní léčivý zdroj je vhodný zejména pro:
- nemoci onkologické (zhoubné nádory kůže, tlustého střeva a konečníku, prsu, prostaty, plic, ledvin, močového měchýře, slinivky břišní, endometria, hlavy a krku, žaludku a další)
- nemoci nervové (Alzheimerova choroba, Migréna , Otřes mozku , Parkinsonova choroba, Zánět nervu , Skleróza, Cévní mozková příhoda, Dětská mozková obrna, Diabetická neuropatie, Epilepsie, Lehká mozková dysfunkce, Myopatie, Obrna. Roztroušená skleróza)
- nemoci pohybového ústrojí
- nemoci kožní a dermatologické
- nemoci oběhového ústrojí

## Léčivé prameny

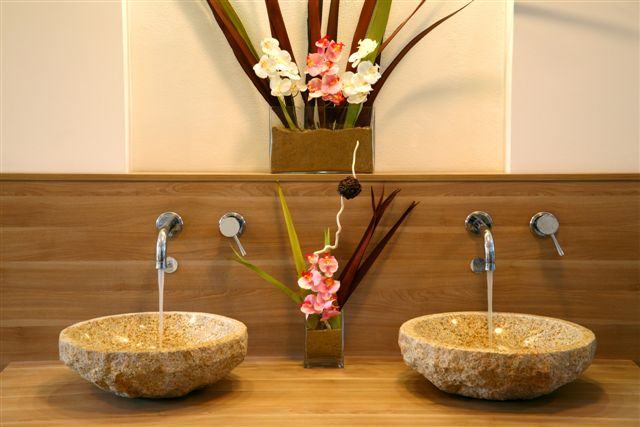
LD Hanačka – kohoutky se sirnou vodou

Vhodnost přírodního léčivého zdroje z hlediska jeho složení je určena na základě rozborů referenční laboratoře a je uvedena ve věstníku MZ ČR, částka 5 z roku 2008. V případě aplikace přírodního léčivého zdroje se jedná o léčbu nefarmakologickou.

### Pramen svatý Václav
Situován u křižovatky silnic Slatinice – Lutín – Prostějov. Nachází se přímo pod sokolovnou. Dnešní podobu získal až v roce 2004 a jeho pramen vyvěrá z hloubky 165 metrů. Tento pramen čerpaly Lázně Slatinice po dobu několika let.

### Pramen Jan Adam z Lichtenštejna
Pramen Jana Adama z Lichtenštejna je nejmladším v Lázních Slatinice, nahradil v lázních pramen svatý Václav. Do provozu byl uveden v roce 2011, objeven byl o dva roky dříve. Jeho vývěr je pro veřejnost vyveden do lázeňského parčíku před hlavní budovou. Vrt má hloubku 372 m a ve 180 m se nachází hlubinný zlom. Tím je možné využívat minerální vodu z obou ložisek.

### Pramen svatý Vít
Pramen vyvěrá z hloubky 150 metrů. Přístřešek nad tímto pramenem byl vybudován v roce 2004. Zároveň došlo i k úpravě jeho okolí.

### Pramen Zdeněk
Vyvěrá z hloubky 13 metrů. Je situován ve mlýně.

### Pramen svatý Jiří
Byl otevřen v roce 2001. Pramen vyvěrá vedle lázeňské budovy Morava z hloubky 92 metrů a teplota se pohybuje kolem 17 °C.

### Lázeňská fontána
V roce 2010 byla před léčebným domem „Morava“ otevřena nová fontána z názvem „Lázeňská květina“ a pítko, kterým protéká léčivý pramen sv. Jiří. Vše navrhl a realizoval výtvarník Pavel Surma z hořického pískovce.

## Historie

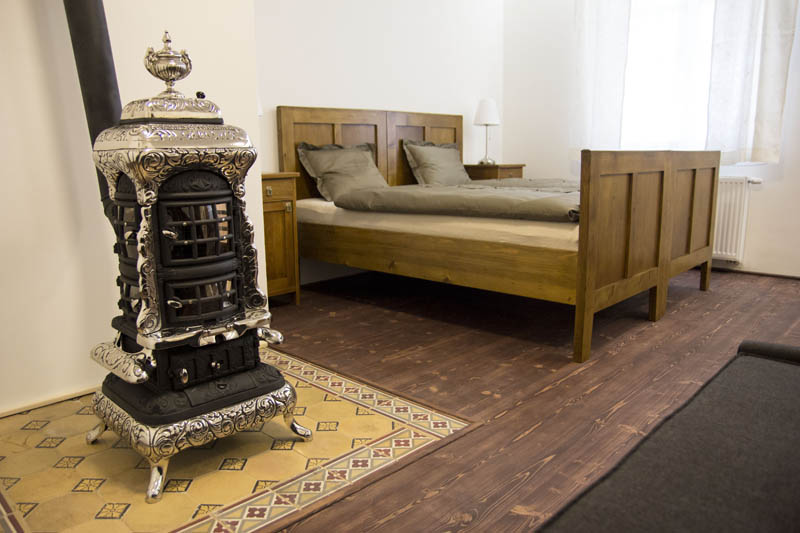
Penzion Majorka

Historie lázní Slatinic sahá až do 16. století. Prvním „lázeňským hostem“ byl jistý vladyka Šimon z Nadějova, který byl v roce 1556 písařem zemského menšího práva Markrabství moravského a také po jistou dobu zastával úřad radního písaře v Prostějově.
Stejně i první důkladné vědecké pojednání o sirném slatinickém prameni pochází ze 16. století. V roce 1580 moravský lékař Tomáš Jordán z Klausenburka označil ve své knize s názvem Kniha o vodách hojitedlných neb teplicech moravských zdejší prameny jako léčebné. Zmiňuje položení pramene, chemické složení vody a její léčebné účinky. V archívech pánů z Lichtenštejna bylo v roce 1929 nalezeno podání, kterým kníže dovolil 21. března 1685 zřízení lázní, pokud stavební náklady nepřesáhnou 100 tolarů.
V roce 1714 měly lázně již 7 pokojů. Ke stavbě modernější lázeňské budovy mělo dojít v roce 1725, ale stavba byla odsunuta kvůli výstavbě zdejšího Lichtenštejnského hospodářského dvora, která si vyžádala větších finančních nákladů, než se původně očekávalo. Stavba lázní započala v roce 1731 a to přímo u léčebného pramene, kde byly dokonce položeny základy. Stavba nebyla nikdy dokončena. Jedním z hlavních důvodů bylo, že stavba na mokré půdě, skoro močále, by si vyžádala daleko větší náklady. Proto byl nakonec nový lázeňský dům postaven až v roce 1733 na současném místě. Původní architekturu je možné zhlédnout i dnes v historické budově lázní, kde je umístěna jídelna, restaurace, balneoprovoz a místnosti pro léčebné procedury.

## Lázeňské domy

### LD Morava

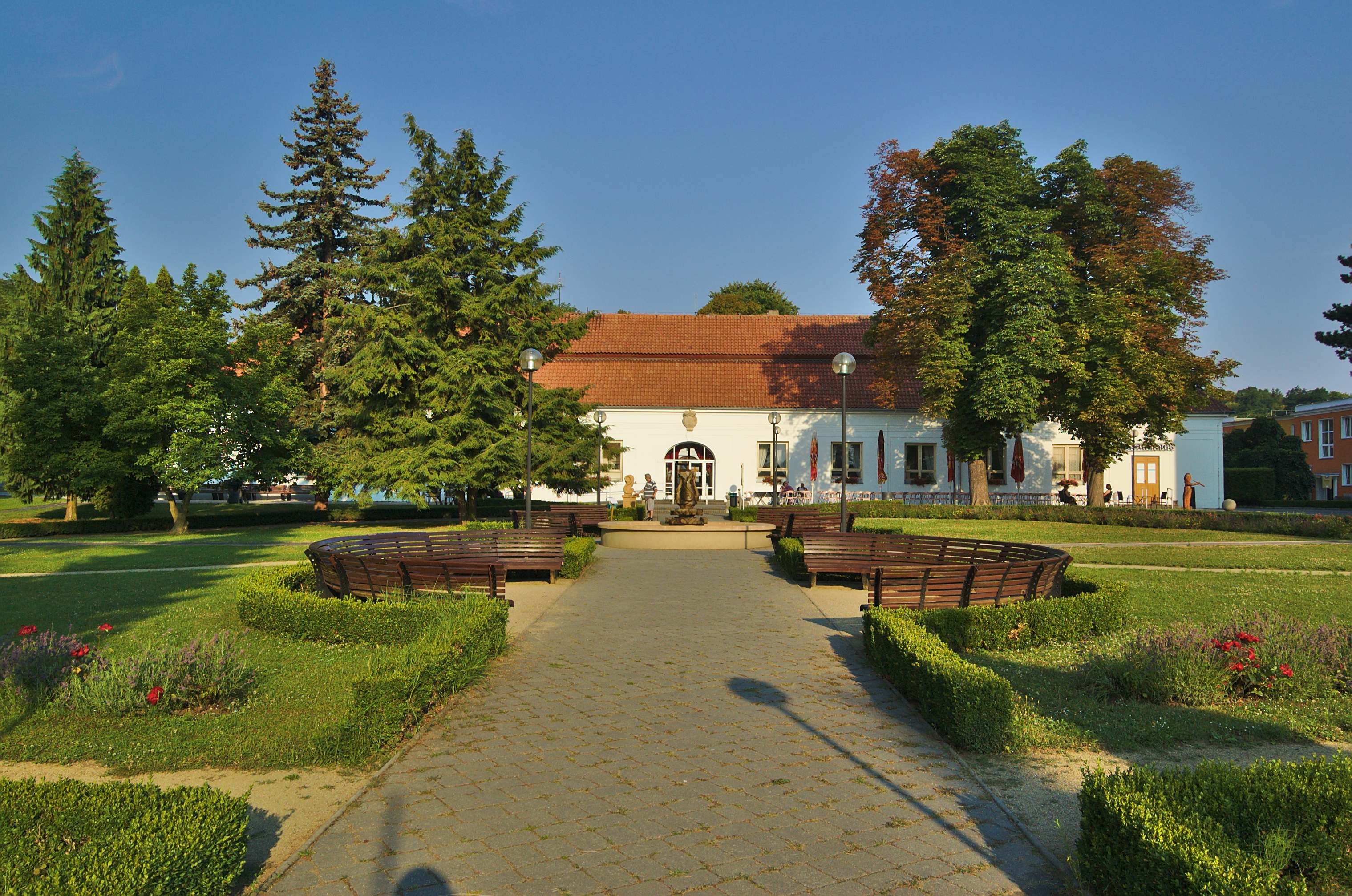
LD Morava

V hlavní lázeňské historické budově Morava se nachází restaurace, jídelna pro ubytované lázeňské hosty, knihovna, vyhřívaný sirný bazén, prostory vodoléčby a dalších procedur. První zmínky o tomto lázeňském domě jsou již z roku 1714. Původní architekturu domu postaveného v roce 1733 si můžete prohlédnout i dnes. LD Morava se nachází v samotném středu lázeňského areálu.

### LD Mánes

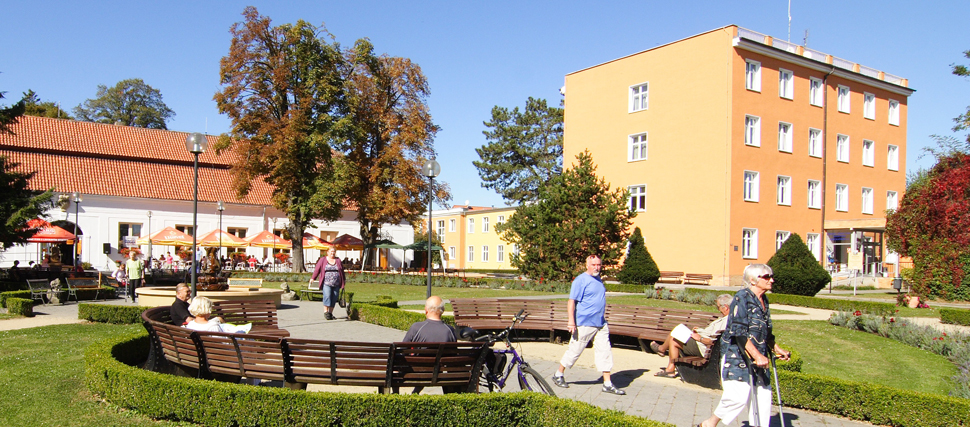
LD Mánes

Mimo ubytovací prostory se zde nachází recepce, ředitelství, přijímací kancelář, sesterna, masážní sály a Odborný léčebný ústav. Budova byla v roce 2008 kompletně zrekonstruována.

### LD Balnea

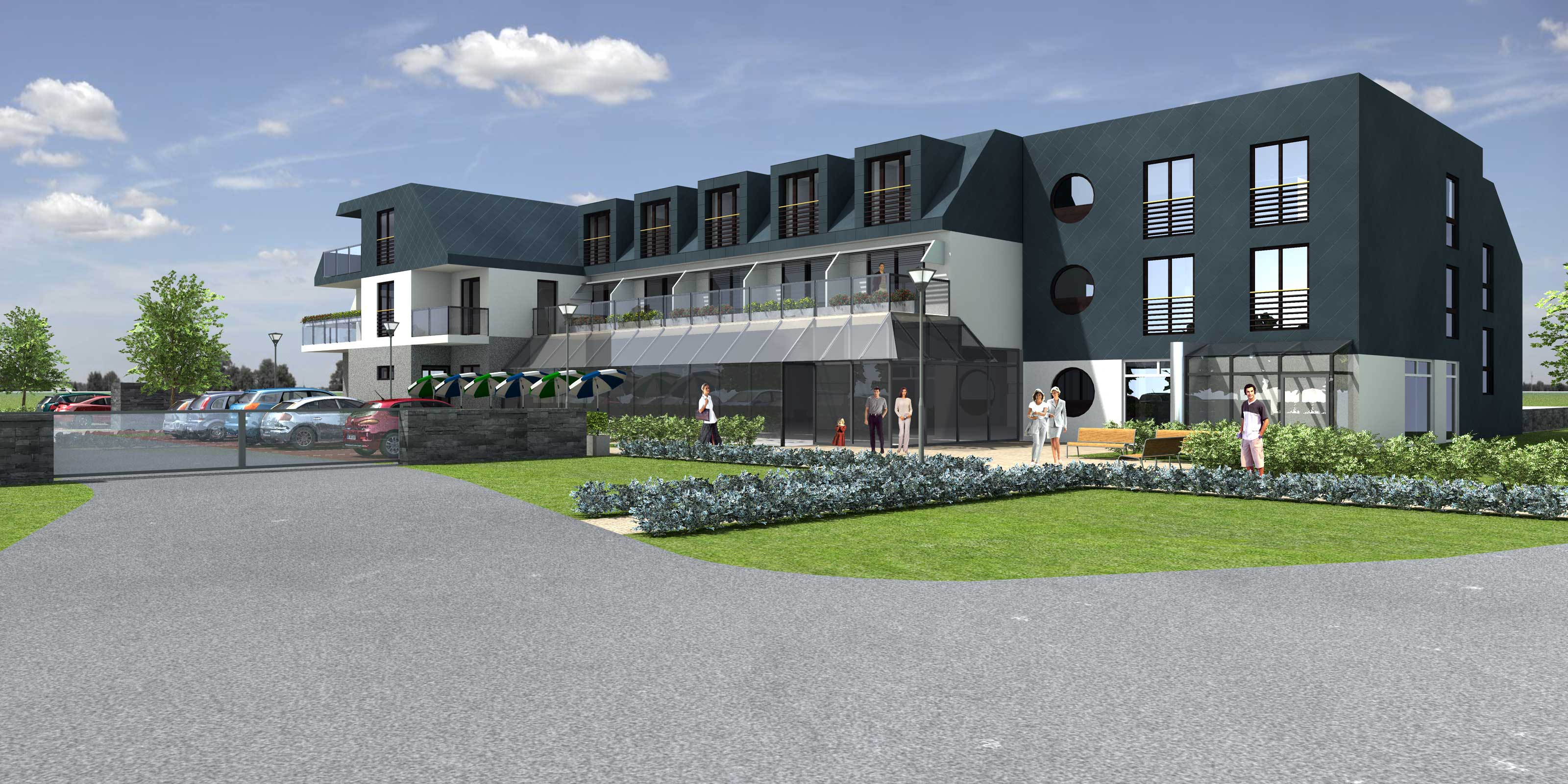
LD Balnea

Balnea stojí na mírném kopci Příhon a díky tomu mají hosté výhled do okolí. Při jasném počasí je vidět jesenická hora Praděd. Původní lázeňský dům byl postaven v roce 2004 a pro velký zájem byl v letech 2013–2014 rozšířen. V současnosti se zde nachází recepce, bar, restaurace, cvičební sály, celotělové vany, bazén a masážní prostory.

### LD Hanačka
Hanačka byla kompletně zrekonstruována v roce 2010. Ve společenské místnosti jsou k dispozici dva sirné prameny (z hloubky 300 metrů a 50 metrů).

### Penzion Majorka
Penzion byl otevřen v roce 2012. Je kompletně zařízen v prvorepublikovém stylu.